# Xã Spiceland, Quận Henry, Indiana
Xã Spiceland (tiếng Anh: Spiceland Township) là một xã thuộc quận Henry, tiểu bang Indiana, Hoa Kỳ. Năm 2010, dân số của xã này là 2.279 người.